# Danny Fonseca
 (août 2025).
Danny Alberto Fonseca Bravo, né le 7 novembre 1979 à Cartago (Costa Rica), est un footballeur international costaricien. Il joue au poste de milieu de terrain.

## Biographie

### En équipe nationale
Il a joué avec l'équipe du Costa Rica lors de la Coupe du monde des moins de 20 ans en 1999. 
Il a disputé la Gold Cup en 2003 et 2005, la Copa América en 2004 et a remporté la Coupe UNCAF en 2005.
Fonseca participe à la Coupe du monde 2006 avec l'équipe du Costa Rica.

## Palmarès
- 24 sélections en équipe nationale (2 buts)
- Champion UNCAF en 2005